# Dieter Eidmann

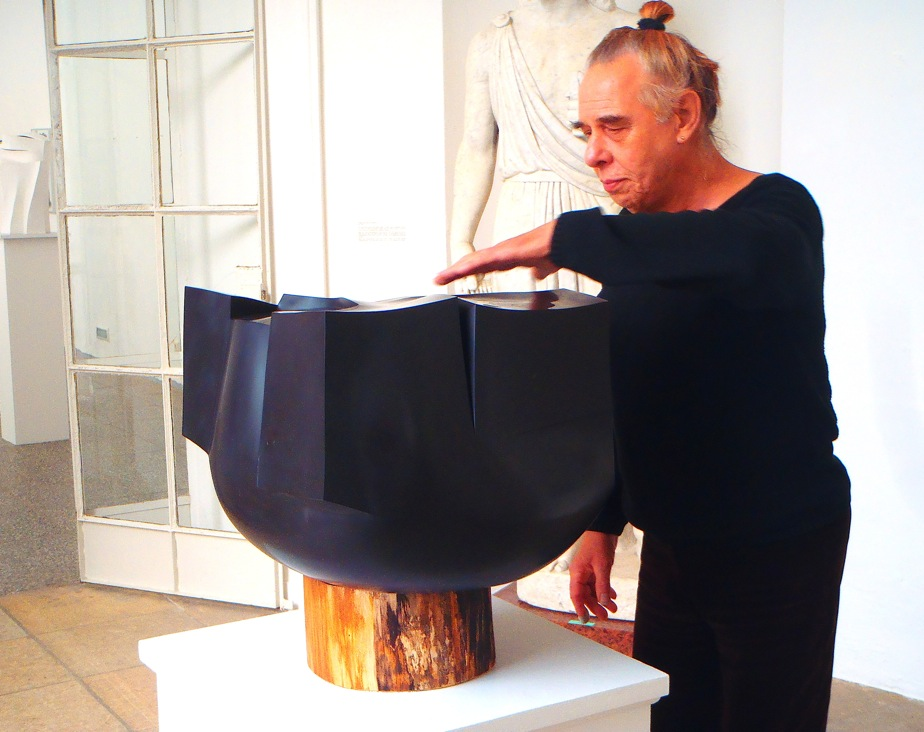
Dieter Eidmann: Noir de Mazy, Putbus 2015

Dieter Eidmann (* 15. Oktober 1940 in Wuppertal; † 27. Mai 2017) war ein deutscher Bildhauer, Maler, Schmuckgestalter und Fotograf. Als Steinbildhauer arbeitete er konkret – mit dem Schwerpunkt „Durchdringungen“. In seiner Malkunst orientierte er sich an der informellen Malerei der 1960er Jahre und an Techniken der japanischen Kalligrafie.

## Biografie
Eidmann absolvierte von 1956 bis 1959 seine Ausbildung zum Goldschmied in Düsseldorf. Von 1959 bis 1961 studierte er an der Werkkunstschule Wuppertal Bildhauerei bei Kurt Schwippert. Sein Studium der Bildhauerei setzte er von 1961 bis 1968 als späterer Meisterschüler von Karl Hartung an der Hochschule für Bildende Künste in Berlin fort. Während seines Studiums arbeitete er als Bühnenarbeiter an verschiedenen Theatern Berlins, als Eisengießer in einer Berliner Gießerei und als Restaurator u. a. im Schloss Charlottenburg. Eidmann gilt als Mitbegründer der ersten Jugendkunstschulen in NRW der 70er Jahre, die ihren Anfang in Wuppertal fanden und die später die außerschulische Kunstpädagogik in der BRD maßgeblich prägten.
Bis 1981 arbeitete er neben seiner künstlerischen Tätigkeit als Kunsterzieher in Wuppertal, Radevormwald, Schwelm und Köln und übernahm einen Lehrauftrag an der Gesamthochschule Wuppertal. In Schwelm betrieb er zwischen 1985 und 1987 die Schmuckgalerie „Clip“ und die Fotogalerie „SchwarzWeiß“. 1988 bis 1993 arbeitete er als freischaffender Bildhauer in Wuppertal.
Seit 1993 lebte er als Bildhauer und Maler zurückgezogen im vorpommerschen Dorf Aschersleben bei Ferdinandshof zusammen mit seiner Frau, der Autorin, Künstlerin und Kunstpädagogin Angelika Janz, mit der er 2005 die mehrfach ausgezeichnete „KinderAkademie im ländlichen Raum“ konzipierte.

## Ausstellungen
- Pasewalk, Greifswald, Neustrelitz, Neubrandenburg, Pampin[4] und in einer großen Retrospektivausstellung in der Orangerie Putbus unter dem Titel Gedankensehen aus – zusammen mit Angelika Janz.[5]

Nach seinem Tod am 27. Mai 2017 fanden seitdem jedes Jahr retrospektive Ausstellungen statt:
- 2017 im Zentrum St. Spiritus in Greifswald unter dem Titel „Asketische Fülle“[6]Kalligrafie Tusche, Kreide 1999

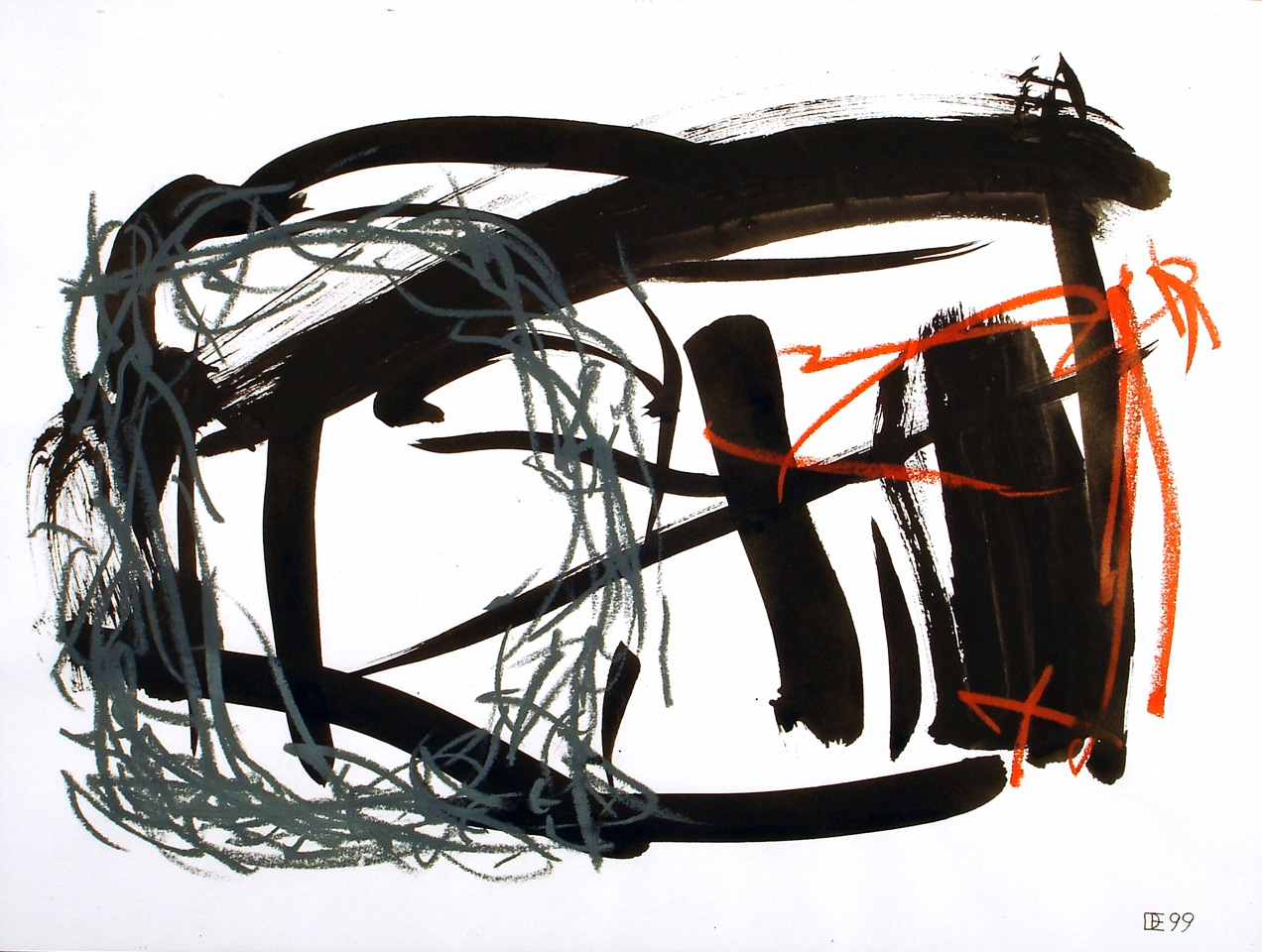
Kalligrafie Tusche, Kreide 1999

- 2018 im Vorpommerschen Künstlerhaus Heinrichsruh unter dem Titel BewegGründe[7][8]
- 2019 im Ameos Klinikum Anklam unter dem Titel Durchdringungen[9][10]
- 2020 im Kunstraum Ziethen zusammen mit Angelika Janz unter dem Titel Form und Text.[11]

## Werke
Von der Fotografie zur Skulptur
Eidmann dokumentiert in seiner über 50-jährigen Werkbiografie eindringlich die Diversität und Vernetzung von Bildkunst und plastischem Werk, von Fotografie, Skizze, plastischem Modell, künstlerischen Schmuckobjekten, schließlich und im Hauptwerk die „Archiskulptur/Archiplastik“ und die Steinskulptur (überwiegend Granit) bis hin zur späteren Kalligrafie und Gouache ab 1995. Dieter Eidmann arbeitete „simultan“ mit verschiedenen künstlerischen Techniken in zahlreichen Gestaltungsformen. Er blieb ein Bild-Former im wahren Sinne des Wortes. Seine bildnerischen Werke orientieren sich am plastischen und skulpturalen Werkziel Durchdringung.

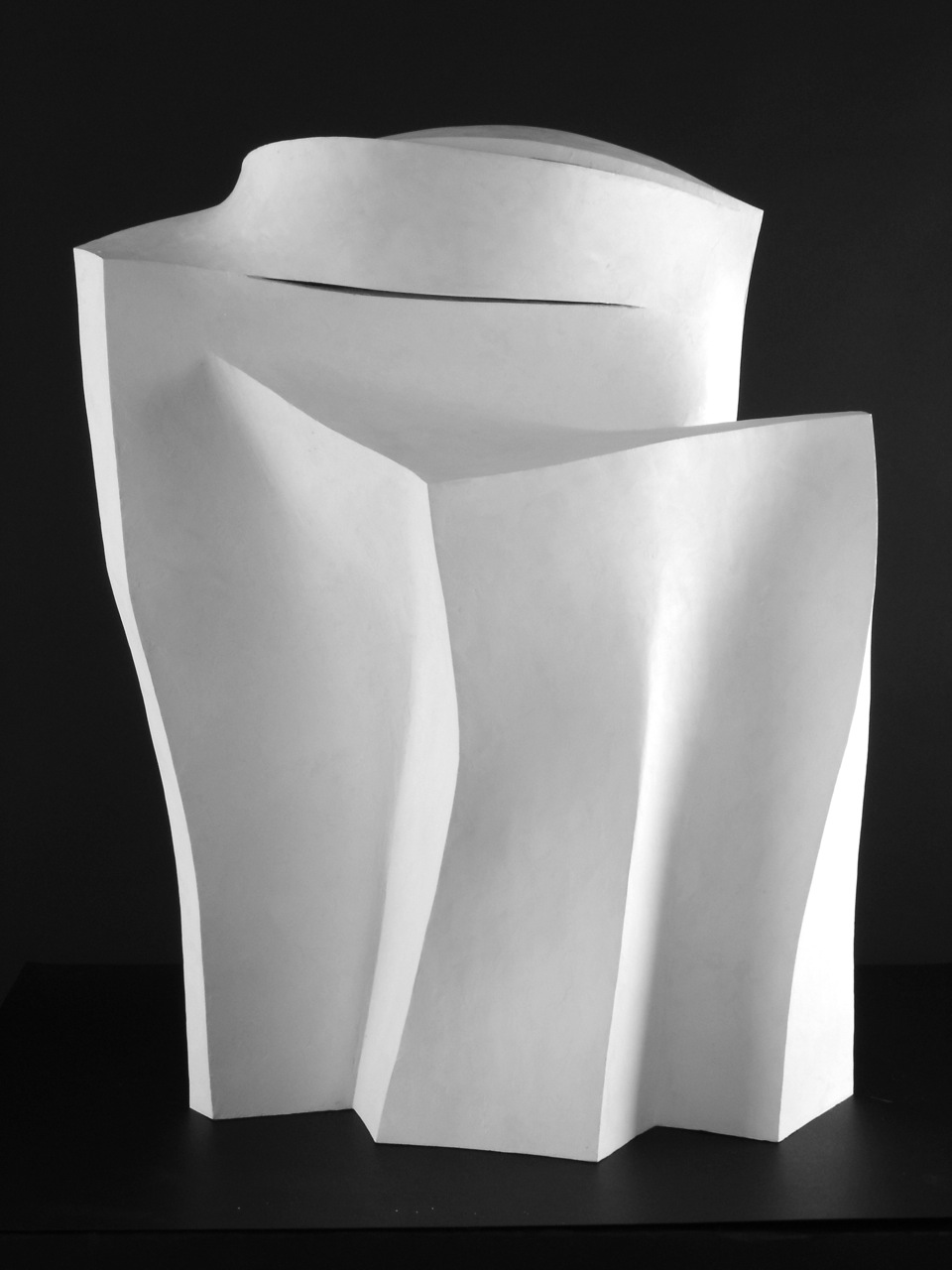
Archiplastik, Gips 2011

Eine „logische“ Konsequenz der Gipsmodelle, die als autonome Kleinplastiken erst spät vom Künstler als diese akzeptiert wurden, waren die größeren an menschlichen Körperrelationen orientierten Archiskulpturen bzw. Archiplastiken die einer über ca. 10 Jahre dauernden komplexen Arbeitsreihe angehörten. Es entstanden strahlend weiße, auch zweiteilige Plastiken mit schwingenden, fein modellierten und gespannten Oberflächen im Formenspiel geometrischer und organischer Durchdringungen: Fast ephemer anmutende „Gehäuse“ (also keine Kernplastiken), die in ihrer  Ausstrahlung Assoziationen zu raumgreifenden sakralen Architekturen auslösen. Die aber auch, losgebunden von allen Zwecken und Bestimmungen, Räume, Plätze und Landschaften als Orte der Ruhe und Meditation neu einstimmen könnten. Sie vermitteln durch vage Öffnungen als Einschnitte in die Plastik eine Möglichkeit der „Innenschau“ und machen so das Prinzip der Formdurchdringung transparent: Man „schaut“ unter die Oberfläche, unter die Haut der Plastik in den kubistisch anmutenden Innenraum. Die konkave Innenform vermittelt „imaginativ“ eine neu dimensionierte Gestalt der Plastik, die sonst niemand so zu Gesicht bekommt.
Im Gegensatz zur nahezu kalkulierten Sorgfalt, zur weitgehend gerätetechnik-armen, „analogen“ Langsamkeit der Entwicklung und Entstehung der Steinskulpturen finden die kalligrafischen Arbeiten und die Gouachen in Minuten – manchmal in Sekundenprozessen ihr entschiedenes Gelingen. In äußerster Konzentration auf das leere Blatt und die erste avisierte Farbe auf dem Pinsel, oft mit dem Staub und Granulat der Granitskulpturen vermischt, in Spannungshaltung „by accidence and by chance“ – für ein glückliches Gelingen – finden die Werke ihre starke Präsenz, ohne wirklich „gesucht“ worden zu sein. Während der Künstler oft wochenlang an Entwürfen seiner Plastiken und Skulpturen mit zahlreichen Zeichnungen und Modellen arbeitet, gibt es hier keinen konzeptionellen Vorlauf. Die Bilder entwickeln ihre Wirkkraft und Tiefe, je länger man sie anschaut. Sie entwickeln eine Vieldimensionalität, die die zunächst vordergründig vermisste Nähe und Korrespondenz zu den plastischen Werken schlüssig werden lässt. Es sind von Farben gefundene „plötzliche“ Bilder der Skulpturen und Plastiken und enthüllen einen unerwarteten Wesenszug des Künstlers: Heiterkeit und Leichtigkeit, enthoben aller ästhetisch definierten Verpflichtung zu Harmonie und Kolorit in einer bisher unbekannten Farbintensität, in ungewöhnlichen Kombinationen, mit instinktiven Pinselbewegungen und zugleich geschärften Sinnen ausgedrückt. Sie zeigen die Fähigkeit, verschiedene künstlerische Aufgabenstellungen mit verschiedenen Techniken interdisziplinär und experimentell umzusetzen, die auch seine kunstpädagogische Arbeit beflügelte.

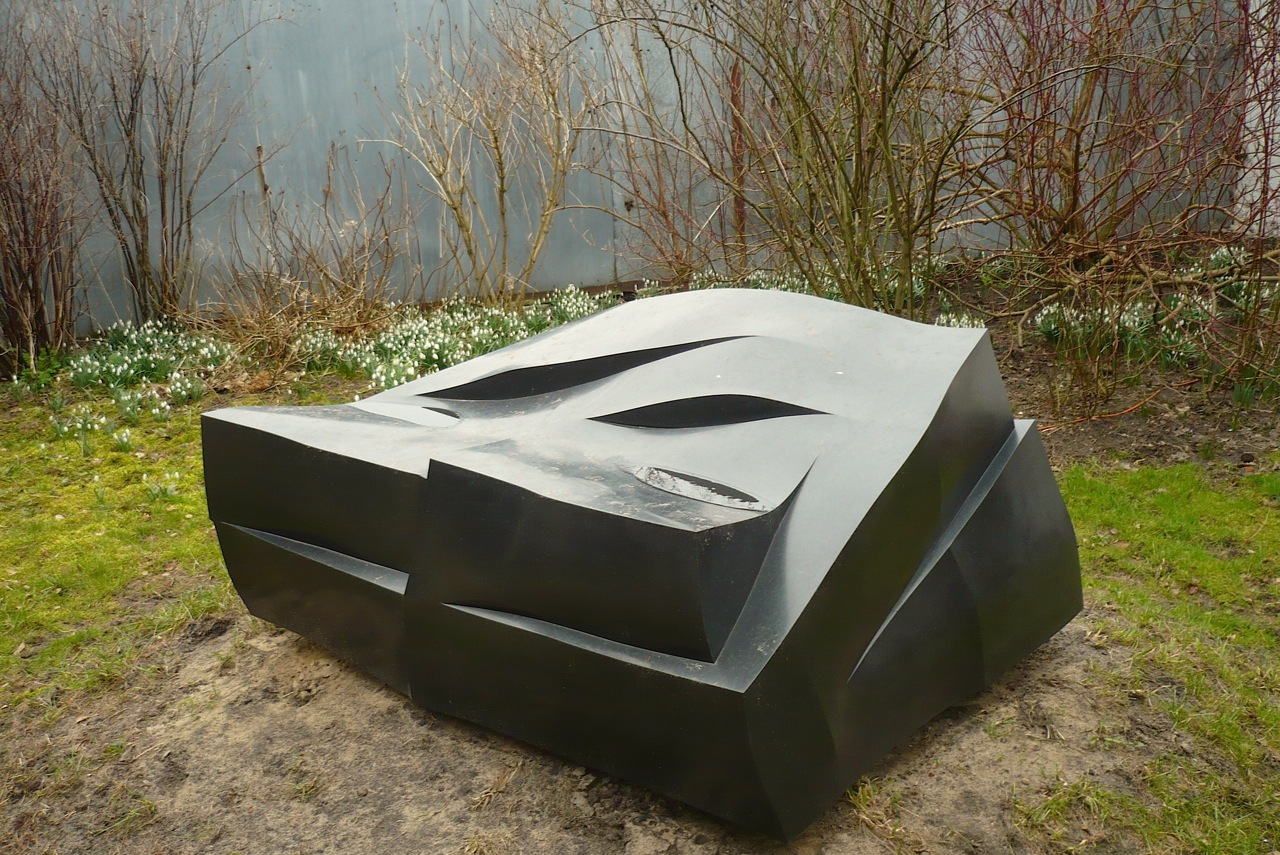
Durchdringung, Schwedischer Granit, Aschersleben 1996–2000

Der Granit wurde durch Eidmann individualisierte Gestaltung. An den Granitskulpturen arbeitete er klassisch und mit Augenmaß anhand seiner Gipsmodelle mit Hammer und Meißel und zum Ende hin aufwändig oft monatelang mit Diamantschleifpapieren. Die Oberfläche der plastischen Werke, ob in Stein oder Gips, zeigt sich stets gespannt wie die Haut über einem lebendigen, in Ruhe bewegten und pulsierenden Körper, jedoch ohne an die Grenze der Realtäuschung zu gelangen. In den plastischen Werken von ihm, ob in den Granitsteinskulpturen oder in den Gipsplastiken, gilt es, die infolge der Durchdringungen verborgenen Formen aufzuspüren, die sich dem Blick fast zeitgleich wieder entziehen. Eidmanns letzte Steinarbeit (2015), gearbeitet in dem äußerst seltenen belgischen „Noir de Mazy“ („Schwarzer Marmor“), zeigt sich als komplexes Durchdringungs-Konzentrat seiner über ein halbes Jahrhundert währenden Arbeit als plastischer Künstler, das er erst- und einmalig in der Orangerie der Kulturstiftung Rügen zeigte.
Die letzten Bilder 2017: Leuchtende Farben und die vom plastischen Werk vertrauten geometrisch-organischen Formen – hier jedoch, anders als in den Gouachen und Kalligrafien, in plakativer, klarer Abgrenzung voneinander. Sie eröffnen dem Blick Tiefe und Weite und zeugen von der farbräumlichen Kraft der Farbe, die nicht an wiedererkennbare Inhalte gebunden sein muss, aber viele räumliche Sichtweisen ermöglicht. Ineinandergefügte klare Bildräume zeigen einen leuchtenden, pastosen Farbauftrag, dem Granitmehl beigemischt wurde. Zuletzt entwarf er in winzigen exakten farbigen Entwürfen zahlreiche weitere Bilder dieser für sein Schaffen bis dato ungewöhnlichen Arbeitshaltung.
2021 ist die Eröffnung des Erinnerungsateliers Dieter Eidmann im vorpommerschen Aschersleben geplant, in dem neben Ausstellungen und Führungen Werkstätten für Kinder, Vorträge und Lesungen nicht allein zum Werk des Künstlers, sondern auch  zur informellen und konkreten Kunst stattfinden sollen.